# Криворізький тролейбус
Криворíзький тролéйбус — один із видів громадського транспорту міста Кривий Ріг. Рух відкрито 25 грудня 1957 року. Вартість проїзду до 15 грудня 2016 року становила 1,50 ₴, згодом піднялася до 2,50 ₴. На теперішній час (а саме — починаючи з травня 2021 р.) проїзд є безкоштовним. Жителі Кривого Рогу користуються Карткою криворіжця задля обліку пасажиропотоку.
З 1 травня 2021 року вступило в дію рішення Криворізької міської ради про безплатний проїзд у громадському міському комунальному  транспорті для мешканців Кривого Рогу при наявності «Карти криворіжця».
В структуру КП "Міський тролейбус"  входять два тролейбусних депо, та автотранспортний підрозділ (АТП). Довжина 21 тролейбусного маршруту становить 654,97 км (зі зворотнім напрямком), довжина 8 автобусних маршрутів становить – 578,3 км, на яких щодня задіяно 100 тролейбусів, та 35 автобусів. За 6 місяців 2023 року  підприємством перевезено – 19,0628 млн пас, в тому числі тролейбусами перевезено 14,8599 млн пас., автобусами – 4,2029 млн пас. З них 19,0618 млн пас., які мають право пільгового проїзду в міському комунальному транспорті. В тому числі, тролейбус – 14,8592 млн пас.,  автобус – 4,2026 млн пас.

## Статистична інформація
У 2011 році тролейбусами міста було перевезено 27 107 тис. чол., що на 25,6 % більше ніж у 2010 році, коли було перевезено 21 591 тис. пасажирів.

## Маршрути
| Діючі маршрути                            | Діючі маршрути | Діючі маршрути              | Діючі маршрути | Діючі маршрути |
| №                                         | Маршрут руху | Інтервал руху (хв.)         | Відстань км.   | Примітка       |
| ----------------------------------------- | --- | --------------------------- | -------------- | -------------- |
| 1                                         | Площа Захисників України — Ліцей — Центральний ринок — вул. Балхаська — Шахтопроходка — пр. Героїв-підпільників — Міська лікарня №1 — 1-й міський телеканал — площа 95 квартал — 96 квартал — 97 квартал — Університетська — ТРК "Рудана" — Автовокзал — Тролейбусне депо №2 — Взуттєва фабрика — ж/м Довгинцево — На вимогу — вул. Вечірньокутська — вул. Пензенська — вул. Велика Софіївська — вул. Григорія Гусака — На вимогу — ст. Кривий Ріг-Головний | 10-23                       | 11.05          |                |
| 2                                         | ст. Кривий Ріг — ПАТ "Арселор Міттал Кривий Ріг" — авторинок "Термінал" — стадіон "Металург" — Редакція газети "Червоний гірник" — Центр адміністративних послуг — Площа 95 квартал — 96 квартал — 97 квартал — Університетська — ТРК "Рудана" — Автовокзал — Тролейбусне депо №2 — Взуттєва фабрика — ж/м Довгинцево — На вимогу — вул. Вечірньокутська — вул. Пензенська — вул. Велика Софіївська — вул. Григорія Гусака — На вимогу — ст. Кривий Ріг-Головний | 23-57                       | 10.75          |                |
| 3                                         | Тролейбусне депо №2 — Автовокзал — ТРК "Рудана" — Університетська — 97 квартал — 96 квартал — Площа 95 квартал — станція Мудрьона — вул. Вільної Ічкерії — Визволителів Кривого Рогу — вул. Філатова — пл. Володимира Великого — Кінотеатр "Олімп" — Храм Святої Тетяни — вул. Генерала Радієвського — м/н Олександра Химиченка — м/н Ювілейний — вул. Спаська — ринок "Ювілейний" — магазин "Ясень" — 173 квартал — Автотехнікум — 9 міська лікарня — Шахтарська — КРЕС — вул. Електрична — Суха балка — Ставки — Гірник — Універмаг — кільце 44 кварталу — Палац культури "Центральний" — Міська лікарня №16 — вул. Романа Шухевича — ст. Рокувата — вул. Сергія Колачевського — Героїв Підпільників — вул. Небесної Сотні — Шахта "Козацька" — переїзд шахти "Козацька" (на вимогу) — Інтернат — 17 квартал — Міська лікарня №8 — Площа Кільцева | 15-22                       | 27.8           |                |
| 4                                         | Спорткомплекс — Палац культури ПАТ "Центральний" — Міська лікарня №16 — вул. Романа Шухевича — ст. Рокувата — вул. Сергія Колачевського — Героїв Підпільників — вул. Небесної Сотні — вул. Сумська — вул. Спартака — вул. Юона — ж/м Краматорівка — с. Глеюватка — Насосна станція — Глеюватський кар'єр — Кисневий цех — Управління ЦГЗК — вул. Зелена — ж/м Мирівське — вул. Квіткова (на вимогу) — ПАТ "ЦГЗК" | Будні 44 хв. Вихідні 90 хв. | 14.43          |                |
| 5                                         | Площа Захисників України — Ліцей — Центральний ринок — вул. Балхаська — Шахтопроходка — пр. Героїв-підпільників — Міська лікарня №1 — 1-й міський телеканал — площа 95 квартал — станція Мудрьона — вул. Вільної Ічкерії — Визволителів Кривого Рогу — вул. Льотчиків — Шахта "Північна" — вул. 80-ї Десантно-Штурмової Бригади — Техбаза — На вимогу — Шахта "Криворізька" — вул. Байди Вишневецького — Дитяче відділення ПНД — Психоневрологічний диспансер — вул. Дубова Балка — вул. Кирило-Мефодіївська — Шахтарська — вул. Сержанта Рзянкіна(КРЕС) — Покровський райвиконком — вул. Соколина — вул. Гранітна (на вимогу) — вул. Десантна — магазин "Текстиль Маркет" (на вимогу) — Криворізька академіїя патурльної поліції — вул. Електрозаводська — 14 підстанція — СШТ «Електрозаводська» | 20-25                       | 20.54          |                |
| 7                                         | Площа Захисників України — Ліцей — Центральний ринок — вул. Кобилянського — вул. Пісочна — вул. Каховська — Трампарк — вул. Галахівська — с. Шевченко — вул. Польова — База механізації — Руднична — Дачна — вул. Промениста — ринок "ПівдГЗК" — Південний пр. — Інгулецький райвиконком — Центр надання адміністративних послуг — ПАТ "ПівдГЗК" | 88-206                      | 11.20          |                |
| 8                                         | ст. Кривий Ріг — ПАТ "Арселор Міттал Кривий Ріг" — авторинок "Термінал" — стадіон "Металург" — Редакція газети "Червоний гірник" — Центр адміністративних послуг — площа 95 квартал — станція Мудрьона — вул. Вільної Ічкерії — Визволителів Кривого Рогу — вул. Філатова — пл. Володимира Великого — Кінотеатр "Олімп" — Храм Святої Тетяни — вул. Генерала Радієвського — м/н Олександра Химиченка— м/н Ювілейний — вул. Спаська — ринок "Ювілейний" — магазин "Ясень" — Будмістечко — кафе "Степове" — бул. Миколи Вороного — м/н 5-й Гірницький — майдан Праці — вул. Заводська | 14-78                       | 16-15          |                |
| 9                                         | кільце 44 кварталу — вул. Федора Караманиць — Універмаг — вул. Військового Тилу — магазин "Світанок" — Студентська — пл. Свободи (129 квартал) — ринок "Габро" — Торговельний центр — вул. Електрозаводська — Підстанція №14 — СШТ «Електрозаводська» — ВАЗ — Дизельний завод — Електрозавод (на вимогу) — Електрозавод — Спецавтобаза — Сільська лікарня — вул. Виноградна | 28-40                       | 9.22           |                |
| 10                                        | м/н 4-й Зарічний — вул. Десантна — магазин "Текстиль маркет" (на вимогу) — Криворізька академія патрульної поліції — Торговельний центр — ринок "Габро" — пл. Свободи (129 квартал) — Студентська — магазин "Світанок" — вул. Військового Тилу — Універмаг — кільце 44 кварталу — Палац культури "Центральний" — Міська лікарня №16 — вул. Романа Шухевича — ст. Рокувата — вул. Сергія Колачевського — Героїв Підпільників — вул. Небесної Сотні — шахта "Козацька" — переїзд шахти "Козацька" — Інтернат — 17 квартал — Міська лікарня №8 — Будівельний ліцей — Дачна — вул. Центральна — вул. Кастуся Калиновського — вул. Василя Шкляра — вул. Аліма Солониченка — Веселі Терни — вул. Канадська — Дробильна фабрика №3 — вул. Криворізьких Рятувальників — Управління Першотравневого кар'єру — Тернівський узвіз — Автостанція "Терни" — вул. Пляжна — вул. Антона Ігнатченка — вул. Володимира Терещенка — Тернівський райвиконком — 9 квартал — вул. Володимира Черкасова — Управління залізничним транспортом — Управління ПівнГЗК — Рудозбагачувальна фабрика №1 | 22                          | 27.03          |                |
| 11                                        | ст. Кривий Ріг — ПАТ "АрселорМіттал Кривий Ріг" — авторинок "Термінал" — Стадіон Металург — Редакція газети "Червоний гірник" — Центр адміністративних послуг — Площа 95 квартал — Мудрьона — вул. Вільної Ічкерії — Визволителів Кривого Рогу — вул. Льотчиків — Шахта "Північна" - 80-ї десантно-штурмової бригади — Техбаза — На вимогу — Шахта "Криворізька" — вул. Каспійська — Кінотеатр "Юність" — вул. Покровська — 173 квартал — Кафе "Степове" — бул. Миколи Вороного — м/н Гірницький — м-н Праці — Заводська | 46-78                       | 16.04          |                |
| 13                                        | Заводська — Майдан Праці — м/н Гірницький — бул. Миколи Вороного — Кафе "Степове" — 173 квартал — ул. Покровська — Кінотеатр "Юність" — селище Першотравневе — Дитяче відділення ПНД — Психоневрологічний диспансер — Дубова Балка — вул. Кирило-Мефодіївська — 9 містка лікарня — Автотранспортний коледж — 173 квартал — Кафе "Степове" — бул. Миколи Вороного — м/н Гірницький — Майдан Праці — Заводська | 47-58                       | 6.87           |                |
| 13А                                       | ст. Кривий Ріг — ПАТ "АрселорМіттал Кривий Ріг" — авторинок "Термінал" — Стадіон Металург — Редакція газети "Червоний гірник" — Центр адміністративних послуг — Площа 95 квартал — Мудрьона — вул. Вільної Ічкерії — Визволителів Кривого Рогу — вул. Льотчиків — Шахта "Північна" - 80-ї десантно-штурмової бригади — Техбаза — На вимогу — Шахта "Криворізька" — вул. Байди Вишневецького — Дитяче відділення ПНД — Психоневрологічний диспансер — Дубова Балка — вул. Кирило-Мефодіївська — 9 містка лікарня — Автотранспортний коледж — 173 квартал — вул. Співдружності — Ювілейна — вул. Спаська — м/н Ювілейний — пл. 30-річчя Перемоги | 125-143                     | 18.48          |                |
| 14                                        | Заводська — Майдан Праці — м/н Гірницький — бул. Миколи Вороного — Кафе "Степове" — 173 квартал — Автотранспортний коледж — 9 містка лікарня — Шахтарська — КРЕС — Райвиконком — вул. Соколина — вул. Гранітна — м/н 4-й Зарічний — вул. Десантна — Криворізька академіїя патурльної поліції — вул. Електрозаводська — Підстанція №14 — СШТ «Електрозаводська» — СТО — Дизельний завод — Електрозавод (На вимогу) — Електрозавод — Спецавтобаза — Сільська лікарня — ККХП №2 | 30-60                       | 14.33          |                |
| 15                                        | Північний ГЗК (РЗФ-1) — Управління ПівнГЗК — пл. України — Терновський хлібозавод — Індустриальний коледж — Терновський райвиконком — Кінотеатр "Схід" — вул. Короленко — вул. Пляжна — Міська лікарня №7 — вул. Доватора — 10-й Мікрорайон — Ботанічний сад — Управління ПівнГЗК — Силовий цех — Адмінкорпус — Пульпонасосна станція — Підстанція №23 — БРВ-3 — Битовий комбінат — На вимогу — РЗФ-2 | 26-67                       | 15.28          |                |
| 16                                        | ПЗРК — Тягова підстанція №31 — Їдальня "Березки" — вул. Грядковата — пл. Петлякова — Шахта "Козацька" — Автостанция "Терни" — вул. Пляжна — Міська лікарня №7 — вул. Доватора — 10-й мікрорайон | 44-57                       | 6.27           |                |
| 18                                        | Спорткомплекс — Палац культури ПАТ "ЦГЗК" — Міська лікарня №16 — вул. Мусоргського — ст. Рокувата — Рудник ім. Рози Люксембург — вул. Сурикова — Шахта "Гвардійська" — Володимирский — Інтернат — вул. Самопливна — Міська лікарня №8 — Магазин №66 — вул. Центральна — Навчальний комбінат — вул. Якуба Коласа —вул. Астраханська — Веселі Терни — вул. Каширська — ДФ-3 ПАТ "ПівнГЗК" — вул. Норильска — Першотравневий — Автостанція "Терни" — вул. Пляжна — Міська лікарня №7 — вул. Доватора — 10-й мікрорайон | 21-46                       | 18.64          |                |
| 20                                        | Площа Захисників України — Ліцей — Центральний ринок — вул. Балхашська — Шахтопрохідка — пр. Героїв-підпільників — Міська лікарня №1 — 1-й міський телеканал — Площа 95 квартал — 96 квартал — 97 квартал — Університетська — ТРК "Рудана" — Автовокзал — Тролейбусне депо №2 — Взуттєва фабрика — ж/м Довгинцеве — На вимогу — вул. Вечірньокрутська —Онкодиспансер — Питомник — Розвилка — вул. Пуріна — Пасажировагонна ділянка — Спецбудматеріали — Фуражний ринок — Ринок "Довгинцеве" — ст. Кривий Ріг-Головний | 12-31                       | 16.04          |                |
| 21                                        | ст. Кривий Ріг — ПАТ "АрселорМіттал Кривий Ріг" — авторинок "Термінал" — Стадіон Металург — Редакція газети "Червоний гірник" — Центр адміністративних послуг — Площа 95 квартал — 96 квартал — 97 квартал — Університетська — ТРК "Рудана" — Автовокзал — Тролейбусне депо №2 — Взуттєва фабрика — ж/м Довгинцеве — На вимогу — Онкодиспансер — Полікліника — Розвилка — вул. Пуріна — Пасажировагонна ділянка — Спецбудматеріали — Фуражний ринок — Ринок "Довгинцеве" — ст. Кривий Ріг-Головний | 22-45                       | 15.67          |                |
| 22                                        | ст. Кривий Ріг-Головний — вул. Володимирська — вул. Вернадського — вул. Вакуленчука — Залізнична лікарня — вул. Футбольна — вул. Сільськгосподарська — Полікліника "Довгинцеве" — вул. Серафимовича — Пасажировагонна ділянка — Спецбудматеріали — Фуражний ринок — Ринок "Довгинцеве" — ст. Кривий Ріг-Головний | 27-42                       | 2.68           |                |
| 23                                        | Площа Захисників України — Ліцей — Центральний ринок — вул. Балхашська — Шахтопрохідка — пр. Героїв-підпільників — Міська лікарня №1 — 1-й міський телеканал — Площа 95 квартал — Мудрьона — вул. Вільної Ічкерії — Визволителів Кривого Рогу — вул. Філатова — пл. Володимира Великого — Кінотеатр "Олімп" — Готель "Київ" — вул. Генерала Радієвського — пл. 30-річчя Перемоги — м/н Ювілейний — вул. Спаська — Ювілейна — вул. Співдружності — 173 квартал — Автотранспортний коледж — 9 містка лікарня — Шахтарська — КРЕС — Монастирська — ДК ім. Фрунзе — Пруди — вул. Миколи Зінчевського — Універмаг — Спорткомплекс — Палац культури ПАТ "ЦГЗК" — Міська лікарня №16 — вул. Мусоргського — ст. Рокувата — Рудник ім. Рози Люксембург — вул. Сурикова — Шахта "Гвардійська" — Володимирский — Інтернат — вул. Самопливна — Міська лікарня №8 — Площа Кільцева | 22-30                       | 29.11          |                |
| 24                                        | Авіаколедж — вул. Кренкеля — вул. Кривбасівська — вул. Петра Калнишевського — Площа Захисників України — Ліцей — Центральний ринок — вул. Кобилянського — вул. Пісочна — вул. Досвітня — вул. Вокзальна — ст. Кривий Ріг — ПАТ "АрселорМіттал Кривий Ріг" — авторинок "Термінал" — Стадіон Металург — Редакція газети "Червоний гірник" — Центр адміністративних послуг — Площа 95 квартал — 96 квартал — 97 квартал — Університетська — ТРК "Рудана" — Автовокзал — Тролейбусне депо №2 — Магазин "Сільпо" — Ресторан "Абсолют" — м/н Східний-1 — Школа — вул. 21-ї бригади Національної гвардії — вул. Лісового — м/н Східний-2 — м/н Східний-3 | 14-24                       | 22.61          |                |
| Автобусні маршрути КП "Міський Тролейбус" | |                             |                |                |
| №                                         | Маршрут руху | Інтервал руху (хв.)         | Відстань км.   | Примітка       |
| 1                                         | Площа Захисників України — вул. Петра Калнишевського — Фабрика "Поліграфіст" — вул. Українська — вул. Тарапаківська — Завод "Рудор" — Школа №12 — ПК "Карачуни" — Школа №23 — вул. Івана Доброволського — 4-й мікрорайон Карачуни — ш. Миколаївське — вул. Довженка — м/н Макулан — Готель "Братислава" — Кладовище — вул. Піхотинська — Дачі — вул. Пожарського — Осички — на вимогу — станція Кривий Ріг-Західний — ж/м Нижня Антонівка — вул. Сил спеціальних операцій — вул. Верхня Антонівка — вул. Алексєєнко — вул. Мартіна Шимановського — вул. Старовокзальна — Центральний ринок — Площа Захисників України | 40                          | 22.52          |                |
| 1А                                        | Площа Захисників України — Центральний ринок — вул. Старовокзальна — вул. Мартіна Шимановського — вул. Сил спеціальних операцій — ж/м Нижня Антонівка — на вимогу — Осички — вул. Пожарського — Дачі — вул. Піхотинська — м/н Макулан — Готель "Братислава" — вул. Довженка — ш. Миколаївське — 4-й мікрорайон Карачуни — вул. Івана Добровольського — Школа №23 — ПК "Карачуни" — Школа №12 — ДРРЗ, Завод "Рудор" — вул. Тарапаківська — вул. Лавренко — вул. Українська — вул. Петра Калнишевського — Площа Захисників України | 35                          | 22, 52         |                |
| 4А                                        | м/н 4-й Зарічний — вул. Десантна — Криворізька академіїя патурльної поліції — СШТ «Електрозаводська» — Ринок "Босфор" — станція "Зарічна" — Школа №125 — Ринок "Габро" — Кільце 129-го кварталу — Студентська — вул. Військового Тилу — Універмаг — Спорткомплекс — Міська лікарня №16 — ст. Рокувата — вул. Небесної Сотні — Інтернат — вул. Самотічна — Міська лікарня №8 — Магазин №66 — Учбовий комбінат — Веселі Терни — вул. Канадська — ДФ-3 ПАТ "ПівнГЗК" — Першотравневий — Автостанція "Терни" — вул. Антона Ігнатченка — Кінотеатр "Схід" — Тернівський райвиконком — Індустріальний технікум — Тернівський хлібозавод — пл. України — Північний ГЗК (РЗФ-1) | 25-62                       | 30.08          |                |
| 8                                         | ст. Кривий Ріг-Головний — Спецбудматеріали — Пасажировагонна ділянка — Розвилка — Поліклініка — ж/м Довгинцеве — Тролейбусне Депо №2 — Автовокзал — ТРК "Рудана" — Університетська — 96 квартал — Площа 95 квартал — вул. Вільної Ічкерії — Визволителів Кривого Рогу —пл. Володимира Великого — станція "Вечірній Бульвар" — вул. Івана Авраменко — Магазин "Сільпо" — Міська лікарня №2 — станція "Міська лікарня" — м/н Сонячний — станція "Сонячна" — м/н 5-й Гірницький — бул. Миколи Вороного — Кафе "Степове" — 173 квартал — Автотранспортний коледж — 9 містка лікарня — Шахтарська — КРЕС — Райвиконком — м/н 4-й Зарічний — вул. Десантна — м/н 5-й Зарічний — Ринок "габро" — Кільце 129-го кварталу — Світанок — Універмаг — Спорткомплекс — Міська лікарня №16 — вул. Симона Петлюри — ст. Рокувата — вул. Небесної Сотні — Шахта "Козацька" — Інтернат — вул. Самотічна — Міська лікарня №8 — Площа Кільцева | 30                          | 41.65          |                |
| 228                                       | Площа Захисників України — Центральний ринок — Міська лікарня №1 — Площа 95 квартал — Вихволителів Кривого Рогу — пл. Володимира Великого — Кінотеатр "Олімп" — вул. Генерала Радієвського — пл. 30-річчя Перемоги — Ювілейна — вул. Спаська — 173 квартал — 9 містка лікарня — КРЕС — БК ім. Фрунзе — Ставки — Універмаг — Спорткомплекс — Міська лікарня №16 — ст. Рокувата — вул. Небесної Сотні — Шахта "Козацька" — Інтернат — вул. Самотічна — Міська лікарня №8 — вул. Якуба Коласа — Веселі Терни — ДФ-3 ПАТ "ПівнГЗК" — вул. Криворізьких рятувальників — Першотравневий — Автостанція "Терни" — вул. Пляжна — вул. Доватора — 10-й мікрорайон — Ботанічний сад — Управління ПівнГЗК — Північний ГЗК (РЗФ-1) | 35                          | 43.48          |                |
| 228А                                      | Площа Захисників України — Центральний ринок — Міська лікарня №1 — Площа 95 квартал — Вихволителів Кривого Рогу — пл. Володимира Великого — Кінотеатр "Олімп" — вул. Генерала Радієвського — пл. 30-річчя Перемоги — Ювілейна — вул. Спаська — 173 квартал — 9 містка лікарня — КРЕС — БК ім. Фрунзе — Ставки — Універмаг — Спорткомплекс — Міська лікарня №16 — ст. Рокувата — вул. Небесної Сотні — Шахта "Козацька" — Інтернат — вул. Самотічна — Міська лікарня №8 — вул. Центральна — вул. Якуба Коласа — Веселі Терни — ДФ-3 ПАТ "ПівнГЗК" — вул. Криворізьких рятувальників — Першотравневий — Автостанція "Терни" — вул. Антона Ігнатченка — Кінотеатр "Схід" — Тернівський райвиконком — Індустріальний технікум — Тернівський хлібозавод — пл. України — Північний ГЗК (РЗФ-1) | 50                          | 42.47          |                |
| 244                                       | пр. Південний — Центр адміністративних послуг — с. Новоселівка - с. Латівка — вул. Герцена — Рудничне — вул. Герцена — с. Рахманівка — с. Степне | 75                          | 24.7           |                |
| 302                                       | Площа Захисників України — Центральний ринок — Міська лікарня №1 — Площа 95 квартал — Редакція газети "Червоний гірник" — ПАТ "АрселорМіттал Кривий Ріг" — ст. Кривий Ріг — 1-а дільниця — Трампарк — житловий масив Шевченка — Руднічна — пр. Південний — Центр адміністративних послуг — Дачі ПГЗК — Візирка — Горіхова Роща — вул. Каткова — Палац Творчості — Торговельний комплекс — Автостанція "Інгулець" | 65                          | 43.28          |                |

### Зміни в маршрутах
- Маршрут № 3 раніше проходив з Майдану 30-річчя Перемоги до Площі Кільцевої, після відкриття тролейбусної лінії з КРЕСу до Кінотеатру Зарічний маршрут змінився проходив через вул. Сержанта Рзянкіна, к-тр Зарічний та мкрн. Рибасово, але згодом його було повернуто на попередній маршрут, пізніше маршрут було подовжено до Автовокзалу (Тролейбусне депо №2).
- Маршрут № 4 раніше проходив з Кінотеатру Зарічний, але з метою скорочення інтервалів руху та збільшення кількості рейсів з 1 червня 2023 року маршрут було скорочено до Спорткомплексу
- Маршрут № 5 раніше проходив зі Станції Кривий Ріг через прохідну КМК до Майдану 30-річчя Перемоги але невдовзі був закритий, з 11 лютого 2020 року був відновлений вже на інший маршрут з Площі Захисників України до СШТ «Електрозаводська» через вул. Дишинського
- Маршрут № 6 курсував зі станції Кривий Ріг-Головний до шахти Гігант, але 12 грудня 2005 року був закритий і з того часу не відновився
- Маршрут № 8 раніше проходив з Площі Захисників України до Міської лікарні № 9, пізніше було змінено маршрут на КЦРЗ, ще пізніше маршрут було змінено Станція Кривий Ріг - КЦРЗ
- Маршрут № 10 раніше проходив до Спорткомплексу, але пізніше було подовжено до Кінотеатру Зарічний
- Маршрут № 11 раніше проходив з станції Кривий Ріг до Міської лікарні № 9 через кінотеатр Юність, пізніше було змінено маршрут на КЦРЗ
- Маршрут №12 був закритий 2020 року.
- Маршрут № 13 раніше курсував зі шахти Гігант, потім маршрут змінився та проходив з 95 кварталу до Міської лікарні № 9 через вул. Дишинського але пізніше маршрут було подовжено до станції Кривий Ріг, ще пізніше було змінено на кільцевий маршрут КЦРЗ ‐ кінотеатр Юність, вул. Дишинського, Міська лікарня № 9 - КЦРЗ
- Маршрут № 14 раніше проходив від Міської лікарні № 9 до ККХП-2 через Дизельний завод згодом був закритий, через декілька років був відновлений за новим маршрутом який проходив зі КЦРЗ до станції швидкісного трамваю Електрозаводська через Міську лікарню № 9 та вул. Сержана Рзянкіна, пізніше був подовжено до ККХП-2, також працював тролейбусний маршрут 14А який курсував до КЦРЗ
- Маршрут № 17 раніше проходив з Майдану 30-річчя Перемоги до Площі Толстого через шахту Ювілейна, але був закритий, через декілька рокіа був відновлений по цьому маршруту, але вже з Площі Визволення, пізніше маршрут змінився до КЦРЗ, після відкриття тролейбусної лінії з КРЕСу до Кінотеатру Зарічний маршрут відновили за схемою Площа Толстого - Станція швидкісного трамваю Електрозаводська через Пруди та вул. Сержана Рзянкіна, але ще пізніше змінився та курсував через мікрорайон Рибасово
- Маршрут № 19 раніше проходив ймовірно з Площі Визволення до Площі Горького, але пізніше був закритий, через декілька років маршрут відновлений, але вже подовжено до Розвилки.
- Маршрут № 20 раніше проходив з Кінотеатру Зарічний до Спорткомплексу але пізніше був закритий, через декілька років маршрут відновлений але по іншому маршруту з Площі Захисників України до Станції Кривий Ріг-Головний через Розвилку
- Маршрут № 21 раніше проходив з Автовокзалу (Тролейбусне депо №2) до Майдану 30-річчя Перемоги але пізніше був закритий, через декілька років маршрут відновлений, але по іншому маршруту з Станції Кривий Ріг до Розвилки ще пізніше маршрут подовжено до Станції Кривий Ріг-Головний
- Маршрут № 22 раніше проходив з ЦПО до 10-мікрорайону але потім був закритий, через декілька років маршрут відновлений, але по кільцевому маршруту з Станції Кривий Ріг-Головний до Станції Кривий Ріг-Головний через вул. Серафимовича та вул. Вернадського
- Маршрут № 23 раніше проходив з 95 кварталу до Спорткомплексу пізніше був закритий, через декілька років був відновлений але по іншому маршруту з Площі Захисників України до станції Рокувата а ще пізніше маршрут подовжено до Площі Кільцевої, також працював маршрут 23А який курсував з 95 кварталу до Спорткомплексу через вул. Дишинського

## Тролейбусні депо
- Тролейбусне депо №1
  - Обслуговує маршрути №3, 4, 5, 9, 14, 23 (північ та центр міста) та з 2022 року — 10, 15, 16, 18 (північ міста)
  - Адреса: вул. Джона Маккейна, 30.
- Тролейбусне депо №1: Профілакторій ПівнГЗК (з 2022 року не працює)
  - Обслуговує маршрути №10, 15, 16, 18 (північ міста)
  - Адреса: вул. Івана Сірка, 1.
- Тролейбусне депо №2
  - Обслуговує маршрути №1, 2, 3, 5, 7, 8, 11, 13, 20, 21, 22, 23, 24 (південь та центр міста)
  - Адреса: вул. Дніпровське шосе, 22.

## Рухомий склад
11 серпня 2018 року у Кривому Розі презентовані перші 4 тролейбуси моделі «Дніпро Т103».

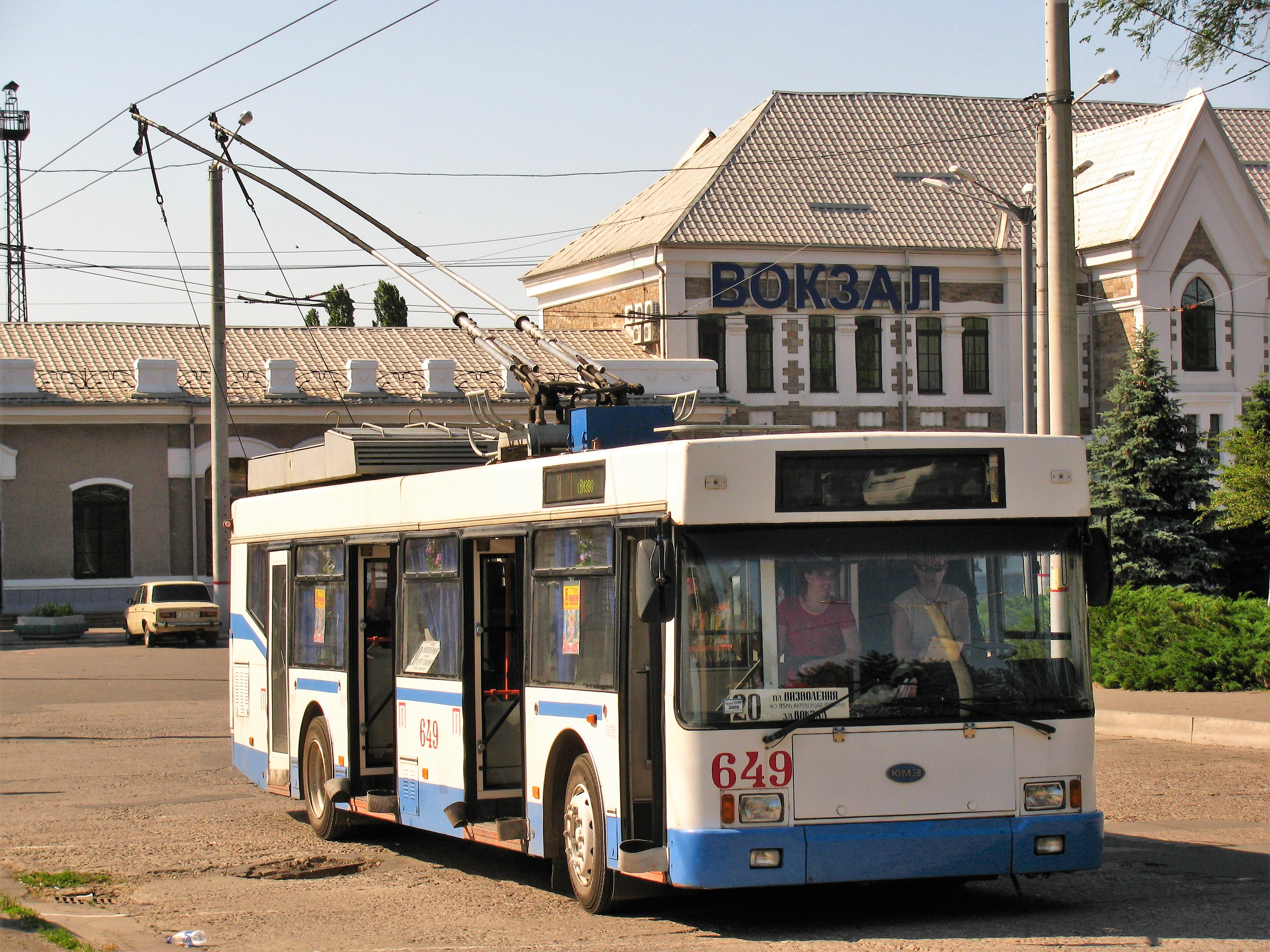
ЮМЗ Е186

16 ⁣ — ⁣19 грудня 2019 року до Кривого Рогу надійшли перші 4 тролейбуси «Дніпро Т203» (№ 0001—0004) з 54-ти запланованих, які придбані за кошти ЄБРР. З 23 грудня 2019 року розпочали експлуатацію на маршруті № 20.
| Тип моделі    | Фото | Кількість станом на 01.12.2020 | Бортові номери | Роки випуску | Виробник                          |
| ------------- | ---- | ------------------------------ | --- | ------------ | --------------------------------- |
| ЗіУ-682       |      | 29                             | 513, 562, 569, 563, 572, 585, 594, 599, 608, 609, 617, 624, 625, 628, 633, 635, 637, 640 | 1972         | Завод им. Урицкого (м. Енгельс)   |
| ЗіУ-683       |      | 9                              | 003, 022, 020, 023, 026 | 1986-2002    | Завод им. Урицкого (м. Енгельс)   |
| ЛАЗ Е183      |      | 6                              | 650, 651, 662, 670, 671 | 2006         | Львівський автобусний завод (ЛАЗ) |
| Дніпро Т103   |      | 8                              | 673, 674, 675, 676, 677, 678, 679, 680 | 2013         | Південний машинобудівний завод    |
| Дніпро Т203   |      | 54                             | 0001, 0002, 0003, 0004, 0005, 0006, 0007, 0008, 0009, 0010, 0011, 0012, 0013, 0014, 0015, 0016, 0017, 0018, 0019, 0020, 0021, 0022, 0023, 0024, 0025, 0026, 0027, 0028, 0029, 0030, 0031, 0032, 0033, 0034, 0035, 0036, 0037, 0038, 0039, 0040, 0041, 0042, 0043, 0044, 0045, 0046, 0047, 0048, 0049, 0050, 0051, 0052, 0053, 0054 | 2017         | Південний машинобудівний завод    |
| ЮМЗ Т1Р (Т2П) |      | 7                              | 008, 009, 013, 015, 016, 017, 018 | 1992—1998    | Південний машинобудівний завод    |
| ЮМЗ Т1        |      | 1                              | | 1992—1998    | Південний машинобудівний завод    |
| ЮМЗ Т2        |      | 23                             | 642, 643, 645, 647, 652, 653, 654, 655, 656, 657, 658, 659, 660, 663, 664, 665, 666, 668, 669 | 1993–2008    | Південний машинобудівний завод    |
| ЗіУ-6205      |      | 2                              | 030, 031 | 1992-2002    | Завод им. Урицкого (м. Енгельс)   |
| ЮМЗ Е186      |      | 1                              | 648 | 2005-2006    | Південний машинобудівний завод    |
| КТГ-1         |      | 3                              | ТГ-4, ТГ-9, ТГ-15 | 1972-1993    | Київський завод електротранспорту |

Дизель-генераторний тролейбус
З 4 вересня по 7 вересня 2017 року один із криворізьких гібридних тролейбусів ЮМЗ Т2 (№ 656), оснащений дизель-генераторною установкою, здійснив рекордний пробіг довжиною в 1200 кілометрів без контактної мережі за маршрутом Кривий Ріг — Житомир — Кривий Ріг.
З початку 2017 року на вулиці Кривого Рогу вже вийшли п'ять тролейбусів з дизель-генераторною установкою, які вироблені на місцевому підприємстві КП «Міський тролейбус». Вони працюють на маршрутах, які з'єднують спальні мікрорайони «Східний-1-2-3» з центром міста і залізничним вокзалом «Кривий Ріг».